# 슬로바키아 평의회 공화국
슬로바키아 평의회 공화국(슬로바키아어: Slovenská republika rád, 헝가리어: Szlovák Tanácsköztársaság, 우크라이나어: Словацька Радянська Республіка)은 1919년 6월 16일부터 7월 7일까지 존재했던 슬로바키아 지역 남동부의 공산국가이다. 수도는 프레쇼우였으며 체코의 언론인 안토닌 야누첵이 설립하고 대표를 맡았다. 역사상 네 번째 공산 국가였다.
1918년, 체코슬로바키아군은 제1차 세계 대전 동안 협상국이 체코슬로바키아 정치인들에게 한 영토 약속에 따라 헝가리 북부를 점령하기 시작했다. 그러나, 북헝가리(오늘날 대부분은 슬로바키아)는 슬로바키아 평의회 공화국 창설을 도왔던 헝가리 평의회 공화국 군대에 의해 점령되었다.

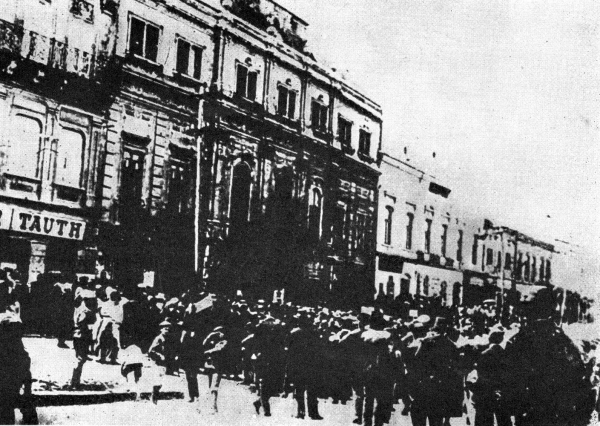
프레쇼우에서의 슬로바키아 소비에트 공화국 선포

헝가리, 체코슬로바키아, 루마니아 간의 짧은 전쟁 이후, 슬로바키아 소비에트 공화국은 붕괴되었고, 후에 체코슬로바키아의 영토가 되었다.

## 같이 보기
- 헝가리 평의회 공화국
- 우크라이나 소비에트 사회주의 공화국
- 독일 11월 혁명
- 스파르타쿠스 봉기

## 추가 문헌
- Toma, Peter A. "The Slovak Soviet Republic of 1919" American Slavic & East European Review (1958) 17#2 pp 203–215.